# Cuautitlán Izcalli
Cuautitlan Izcalli è un comune dello Stato del Messico, appartenente alla Zona Metropolitana di Città del Messico.
Il nome deriva dal linguaggio nahuatl e significa "La tua casa tra gli alberi" (Cuahuitl = albero, titlán = tra, Iza = tua e Calli = casa).